# Smith-Buschhörnchen
Das Smith-Buschhörnchen (Paraxerus cepapi), auch Gemeines Buschhörnchen oder Gelbfußbuschhörnchen genannt, ist eine Art der Afrikanischen Buschhörnchen, einer Gattung der Hörnchen. Es ist in großen Teilen des südöstlichen Afrika in zehn Unterarten verbreitet und bildet soziale Familiengruppen.

## Aussehen und Merkmale
Das Smith-Buschhörnchen erreicht eine Gesamtlänge von ungefähr 35 Zentimeter, wobei der Schwanz etwa die Hälfte der Länge einnimmt. Das Gewicht variiert, in Südafrika lebende Tiere wiegen ungefähr 200 Gramm.
Die Fellfärbung der Körperoberseite kann, je nach Population, unterschiedlich ausfallen. Im Westen des Verbreitungsgebiets sind die Hörnchen eher gräulich, im Osten bräunlich gefärbt, wobei die östlich lebenden Tiere auch rotbraune Extremitäten und Gesichtspartien aufweisen können. Die Körperunterseite ist weiß, tendiert im östlichen Verbreitungsgebiet jedoch auch häufig in einen gelblichen oder beigen Farbton.
Der Körperbau ist typisch für Arten der Gattung Paraxerus, der Schwanz ist jedoch weniger buschig als bei einigen verwandten Arten wie Paraxerus palliatus.
Die Unterschiede zwischen den zehn Unterarten des Smith-Buschhörnchens belaufen sich auf kleinere Differenzen in Färbung und Größe und sind nur schwer festzustellen.

## Verbreitung und Lebensraum

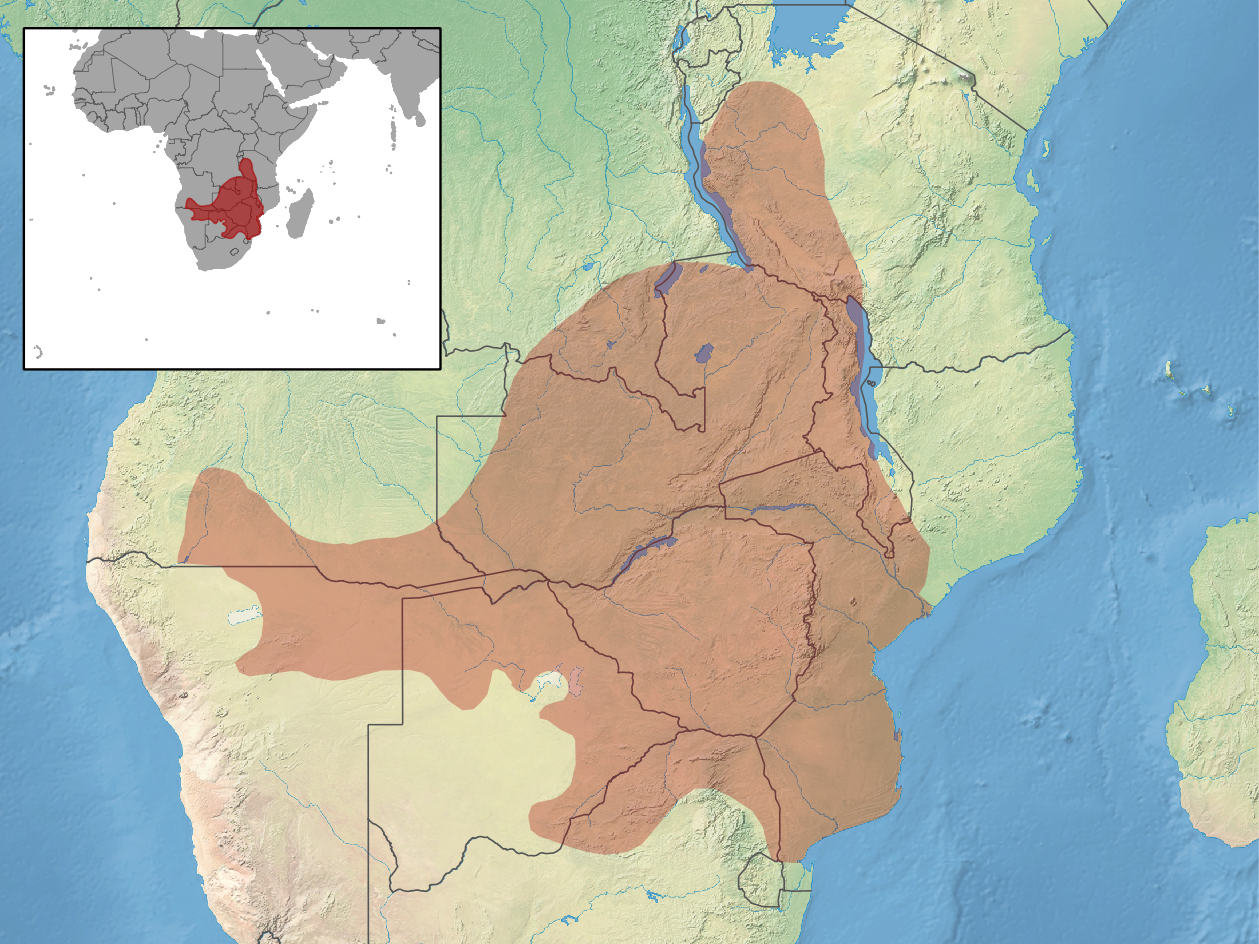
Verbreitungsgebiet

Smith-Buschhörnchen finden sich in weiten Teilen des südöstlichen Afrikas. Neben dem Nördlichen Südafrika und dem südlichen Mosambik kommen sie in Tansania, Sambia, Simbabwe, der Demokratischen Republik Kongo, Botswana, dem südöstlichen Angola und Teilen des nordöstlichen Namibia vor.
Als Bevorzugten Lebensraum wählt die Art lichte Wälder sowie Baumansammlungen in der Savanne.
Nester werden bevorzugt in Astlöchern und Baumhöhlen gebaut, es kommt jedoch auch vor, dass Erdhöhlen bewohnt werden.

## Verhalten und Ernährung

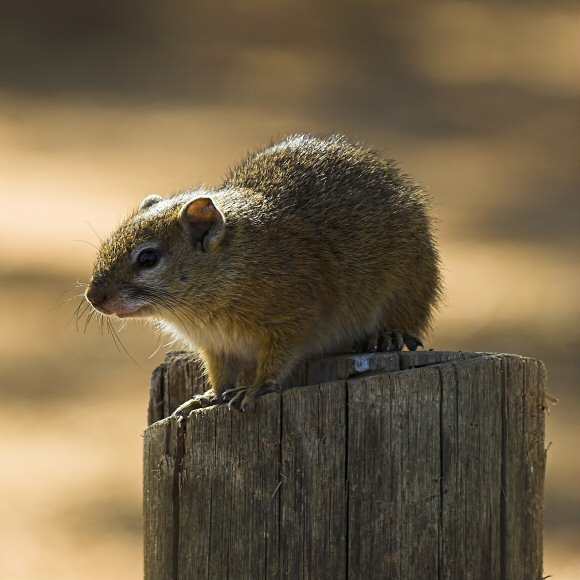
Ein Smith-Buschhörnchen in Südafrika

Die tagaktiven Smith-Buschhörnchen zeigen ein ausgeprägtes soziales Verhalten. Sie leben gemeinsam in unterschiedlich großen Familiengruppen, die territorial ein Revier einer Größe von ca. 0,3 bis 1,26 ha halten, dass speziell von den Männchen aggressiv verteidigt wird. Das Territorium wird durch Duftmarken in Form von Fäkalien oder Speichel markiert.
Die Familiengruppen schlafen gemeinsam in einem Bau und verbringen den Tag zusammen. Sie identifizieren sich am individuellen Geruch der Gruppe.
Daneben ist bei der Art eine akustische Kommunikation ausgeprägt die sich auf verschiedenste Töne beläuft. Das Repertoire reicht von kehligem Gurgeln bis zu Pfiffen.
Wenn Gefahr von Fressfeinden droht reagieren die Tiere unterschiedlich. Wird ein Greifvogel in der Luft erspäht, fliehen sich die Gruppenmitglieder sofort in ein Versteck.
Bei sich am Boden nähernden Räubern wie Schlangen oder Mangusten zeigen sie ein Abwehrverhalten was sich in Geräuschen und Körpersprache äußert. So wird zum Beispiel der Schwanz über den Körper geworfen.

### Ernährung
Smith-Buschhörnchen sind omnivor und ernähren sich sowohl von Pflanzen als auch von Insekten. Innerhalb des Territoriums legen die Familiengruppen auch Nahrungsvorräte an.

### Fortpflanzung
Die Paarungszeit umfasst die späten Sommer- und frühen Herbstmonate. Die Weibchen gebären 1–3 Jungtiere, die sie ungefähr 6 Wochen lang säugen.

## Systematik
Es existieren folgende Unterarten:
- Paraxerus cepapi cepapi
- Paraxerus cepapi bororensis
- Paraxerus cepapi carpi
- Paraxerus cepapi cepapoides
- Paraxerus cepapi chobiensis
- Paraxerus cepapi phalaena
- Paraxerus cepapi quotus
- Paraxerus cepapi sindi
- Paraxerus cepapi soccatus
- Paraxerus cepapi yulei

## Gefährdung
Die IUCN listet das Smith-Buschhörnchen als „Least concern“, also nicht gefährdet.